# Ринкове місто

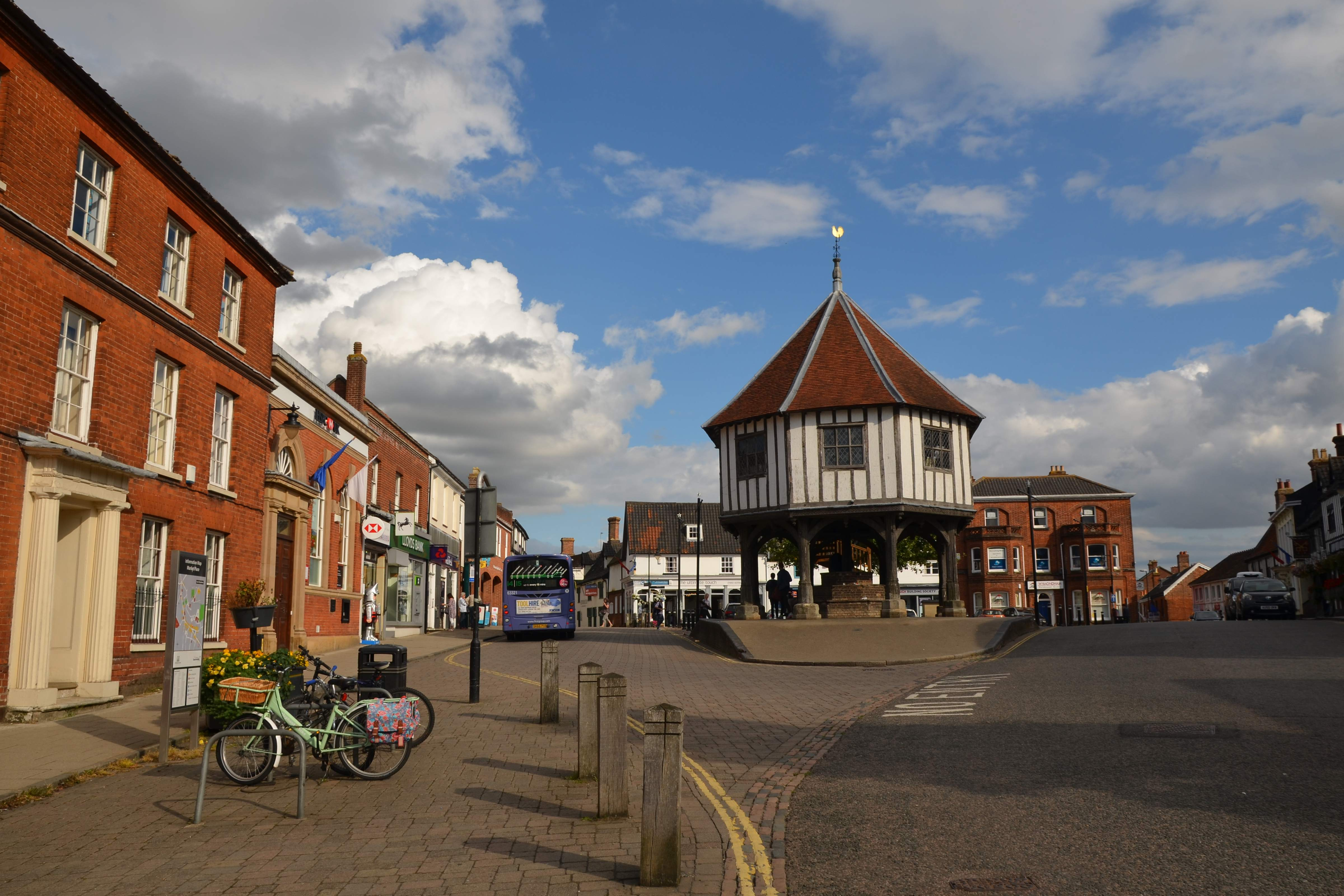
Ринок, Вимондгем, Норфолк.

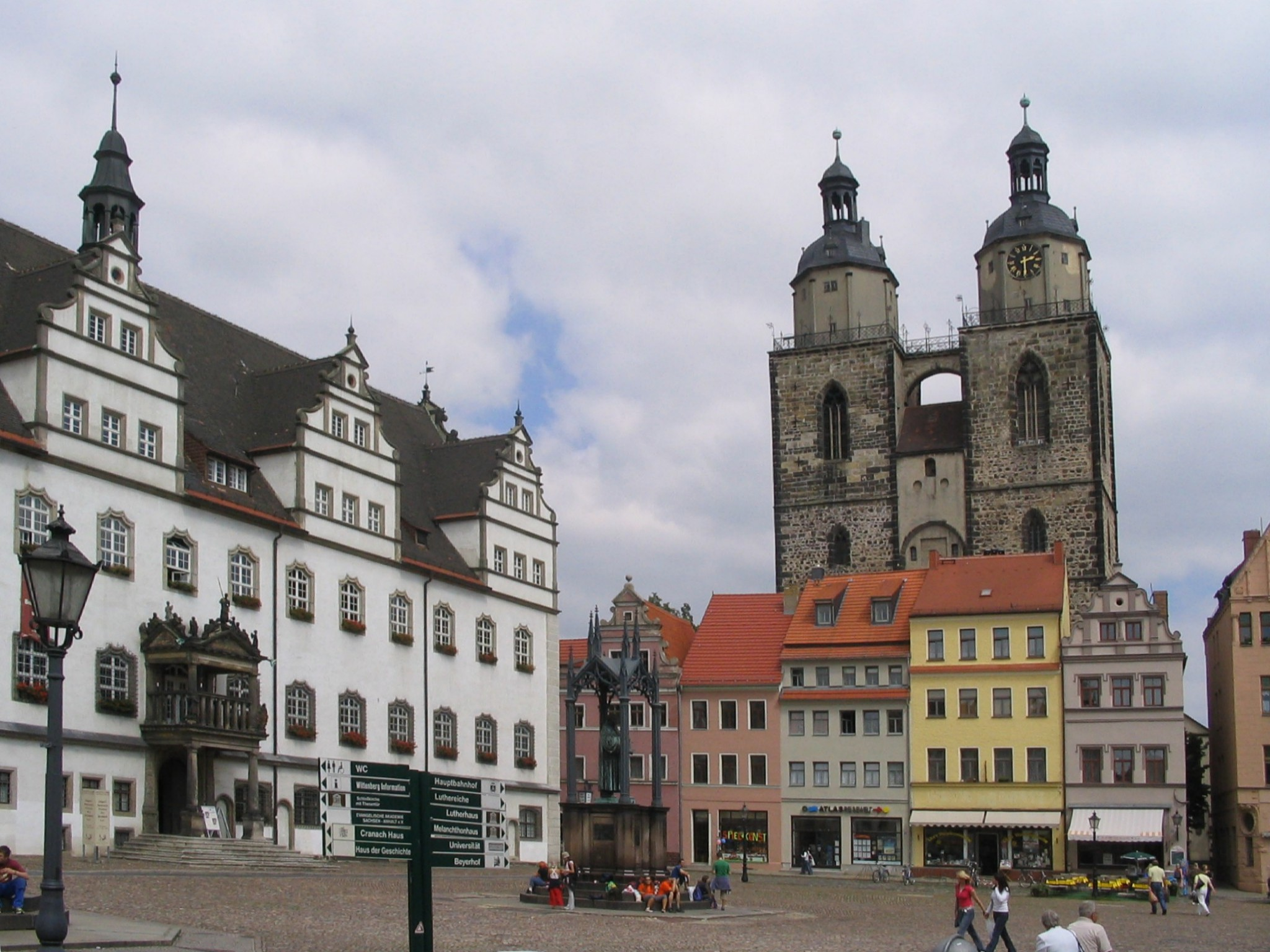
Ринкова площа (Marktplatz) в Віттенберзі, Німеччина (в 2005 році)

Ринкове місто або торгове місто — населений пункт в Європі, що отримав у середньовіччі право утримувати ринок (право на ринок), що відрізняє його від села або міста. У Британії маленькі сільські містечка все ще звичайно називаються ринковими містечками, що іноді відображається у їх назвах (наприклад, Даунем-Маркет або Маркет-Рейзен). Звичайно вони були відкриті два дні на тиждень.
Сучасні ринки звичайно працюють у спеціальних будовах, але це притаманне сучасності. Історично ринки були на відкритому повітрі, які утримувались на ринкових площах.